# Giovanni Spinola
Giovanni Spinola, italijanski veslač, * 31. julij 1935, Gravedona ed Uniti, Italija, † 19. oktober 2020, Gravedona ed Uniti.
Spinola je za Italijo nastopil na Poletnih olimpijskih igrah 1964. Kot krmar v četvercu s krmarjem je osvojil srebrno medaljo.